# Flamen

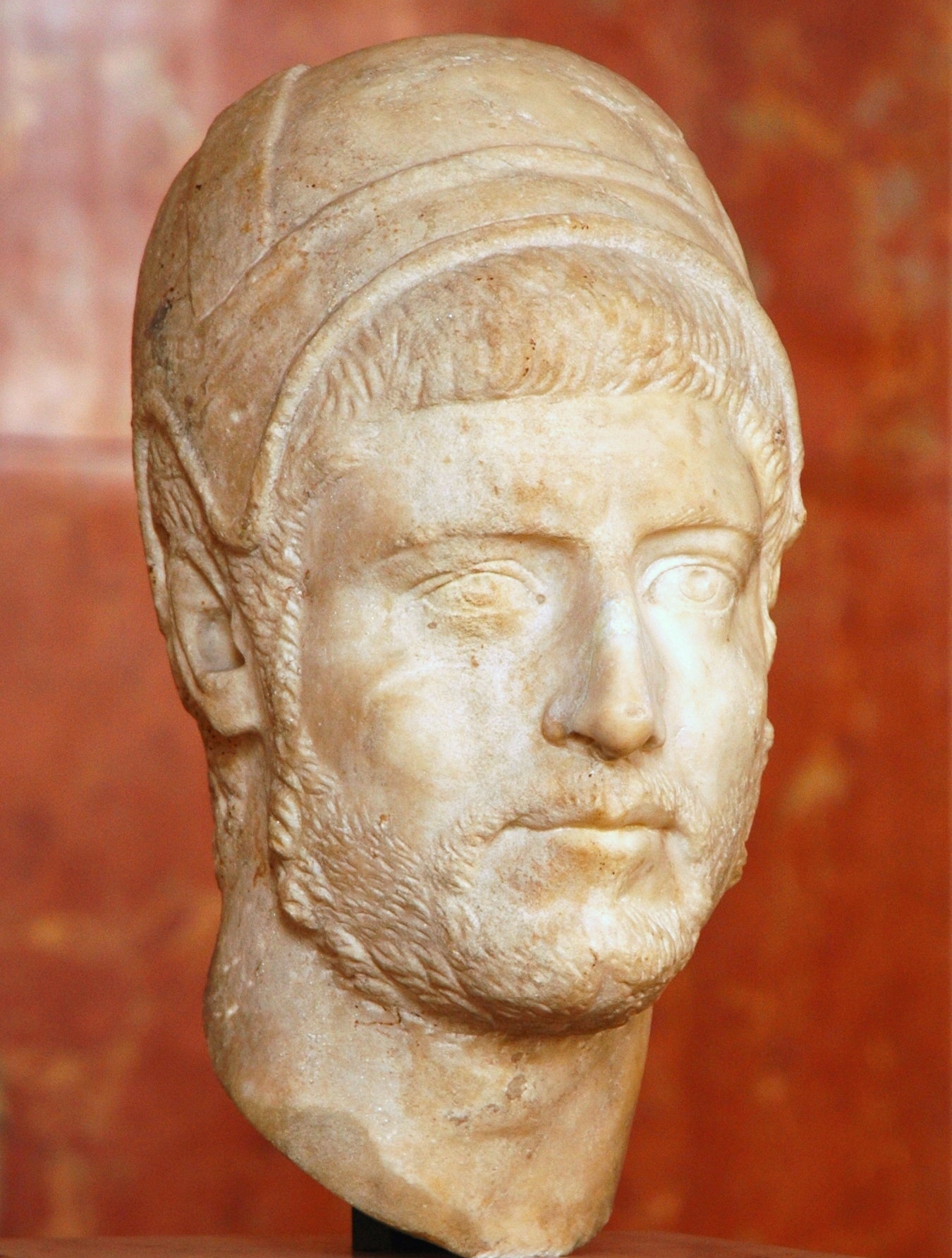
Busto de un flamen,, Museo del Louvre.

El Flamen (en latín flamen,-inis) era un sacerdote romano que formaba parte del colegio de los flamines. Eran herencia de una antigüedad llena de sombras mistéricas. Su nombre, de la misma raíz indoeuropea que el término indio brahmán, hacía referencia al soplo (flatus) con el que encendían el fuego sagrado del altar. Eran los sacerdotes más prestigiosos de la Antigua Roma, equiparándose incluso a los pontífices.

## El Flaminado: Historia
La institución de los Flamines nació durante el reinado del legendario Numa Pompilio (716-674 a. C.) y estuvo a punto de desaparecer durante el período tardo-republicano (133 a. C.-27 a. C.). Pero desde que el emperador Augusto llevara a cabo su reforma religiosa, esta institución se adaptó a los intereses de la política Imperial. El Flamen pasó a ser un sacerdote al servicio del Estado, encargado de hacer sacrificios al Emperador. Con Augusto, el flaminado se convirtió más en un gesto de adulación al Princeps que en un homenaje a los dioses patrios. Entonces, el cargo quedó reservado a los aristócratas, ya que para acceder al mismo era necesario entregar una suma de tres mil denarios, bien en efectivo o bien sufragando la erección de estatuas, la construcción de edificios o la celebración de banquetes y juegos.

## Funciones y supersticiones asociadas al Flamen
Como ya se ha dicho, su nombre hace referencia al soplo (flatus) con el que encendían el fuego sagrado del altar del dios al que estaban consagrados. Eran considerados como la estatua viviente del dios al que prestaban sus servicios, y por ello estaban obligados a respetar numerosas restricciones que evitaban la corrupción de su pureza. Todo lo que estaba más allá del Pomerium (el recinto amurallado y sagrado de Roma) era considerado como elemento contaminante del que el Flamen debía mantenerse a distancia. Igualmente, les estaba prohibido tocar a los muertos, presenciar un entierro o acudir a un luto, entrar en contacto con los animales asociados al mundo de los muertos (como el perro, el caballo o el ciervo); no les estaba permitido comer ningún alimento crudo ni probar las habas, que servían para ahuyentar a los malos espíritus, ni podían ausentarse más de una noche de la ciudad donde se levantaba el templo de su dios. El Flamen incluso untaba con barro las patas de su lecho para recordarle que le estaba prohibido alejarse de él durante las horas de reposo.
La persona del Flamen era sagrada e inviolable, y esto se manifestaba con una serie de símbolos y rituales: no portaba ningún anillo en los dedos, ni había nudo o lazo alguno en su cuerpo o en sus ropas. Tal grado de superstición existía en torno al nudo que el Flamen no podía tocar ni nombrar la hiedra ni acercarse a una vid, plantas nudosas. Incluso si un prisionero entraba encadenado o atado en su casa, era liberado al instante.

## Privilegios del Flamen

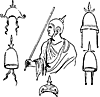
Sombrero ceremonial y oficial de los salii y flamini.

Entre los privilegios que gozaban los Flamines: estaban exentos del trabajo, de servir en la guerra o de los cargos públicos. Para su aseo personal solo podían utilizar instrumentos de bronce (el metal sagrado), y los restos de sus uñas y sus cabellos cortados se enterraban junto a un árbol protegido por los dioses, el arbor felix.
Sus esposas, las Flaminicae, no estaban exentas de las restricciones, es más, les estaba vedado subir más arriba de un tercer escalón para evitar que la más mínima parte de su cuerpo quedara a la vista, y debían ir siempre cubiertas con un velo. Esta pareja de Flamines era el símbolo de la piedad conyugal, y ella el ideal de matrona romana: casta, púdica, tejedora, univira (de un solo marido) y unicuba (de un solo lecho). Era la encargada de tejer el manto púrpura de lana (laena) que el Flamen se revestía sobre la toga praetexta en los sacrificios y su propio manto, de color azafranado.
A estas prendas se añadía el atributo que diferenciaba al Flamen del resto de los sacerdotes: una mitra coronada por una rama de olivo para él y una rama de granado sobre un peinado puntiagudo (tutulus) para su esposa. Además, este sacerdote debía ir siempre con la cabeza cubierta con un gorro, y si durante un sacrificio se le caía, era expulsado al instante del cargo que ocupaba.

## Tipos
Había tres tipos de flamines mayores y doce de flamines menores. Cada uno era asignado a una divinidad, lo cual no quiere decir que no participasen en el culto de otros dioses. Los flamines mayores eran:
- Flamen dialis (de Júpiter), situado en el Capitolio.
- Flamen martialis (de Marte).
- Flamen quirinalis (de Quirino, divinidad de carácter sabino), situado en el Quirinal.

Un cuarto flamen maior estaba dedicado a Julio César como divinidad (divus) del Estado romano. Los flamines menores eran: el flamen Carmentalis (de Carmentis), el flamen Cerealis (de Ceres), el flamen Falacer (de Falacro), el flamen Floralis (de Flora), el flamen Furrinalis (de Furrina), el flamen Palatualis, (de Palatua), el flamen Pomonalis (de Pomona), el flamen Portunalis (de Portuno), el flamen Volcanalis, (de Vulcano), el flamen Volturnalis (de Volturno) y dos flamines más cuyas identidades y dioses se han perdido en los registros.
Estos flamines mayores debían contraer matrimonio por el rito de la confarreatio (los contrayentes deben comer un pastel de cereales, panis farreus, con pan de espelta).

## Flamen dialis
De los tres mayores, el más importante es el flamen dialis, y tanto él como su esposa, la flamínica dialis, estaban sujetos a muchas prescripciones religiosas. Poseían el privilegio de la sella curalis, silla curul (asiento oficial de los altos magistrados romanos: cónsules, pretores, procónsules, propretores, dictadores, ediles curules, censores y, en la época imperial, el emperador). A su vez, el flamen dialis es el único con custodia.

## Hispania
En Hispania se constata su existencia a nivel provincial y local. Tenemos vestigios en Astige, Itálica y Segóbriga. Debían ser ciudadanos romanos y pertenecer a las familias más importantes del lugar. Los flamines provinciales pertenecían a las capitales de provincias y eran elegidos en las asambleas provinciales. Por la documentación epigráfica sabemos que algunos de ellos habían sido caballeros.
R. Etienne hace un estudio de los flamines hispanos. Los provinciales estaban a cargo del culto de los Divi (emperadores divinizados). Otros autores creen que profesaban un culto también a los emperadores vivos.
Los flamines locales eran personas que no ostentaban ni flaminado provincial ni ningún cargo del ordo equester.

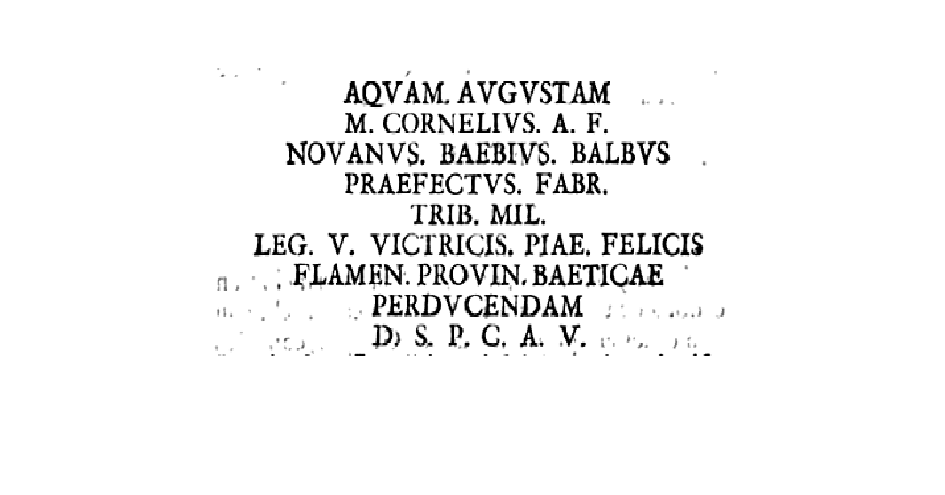
Reproducción de la lápida dedicada a la construcción de un acueducto por Marco Cornelio Novano Bebio Balbo, flamen provincial y prefecto del Colegio de los Ingenieros de Igabrum.